# Michaela Špačková

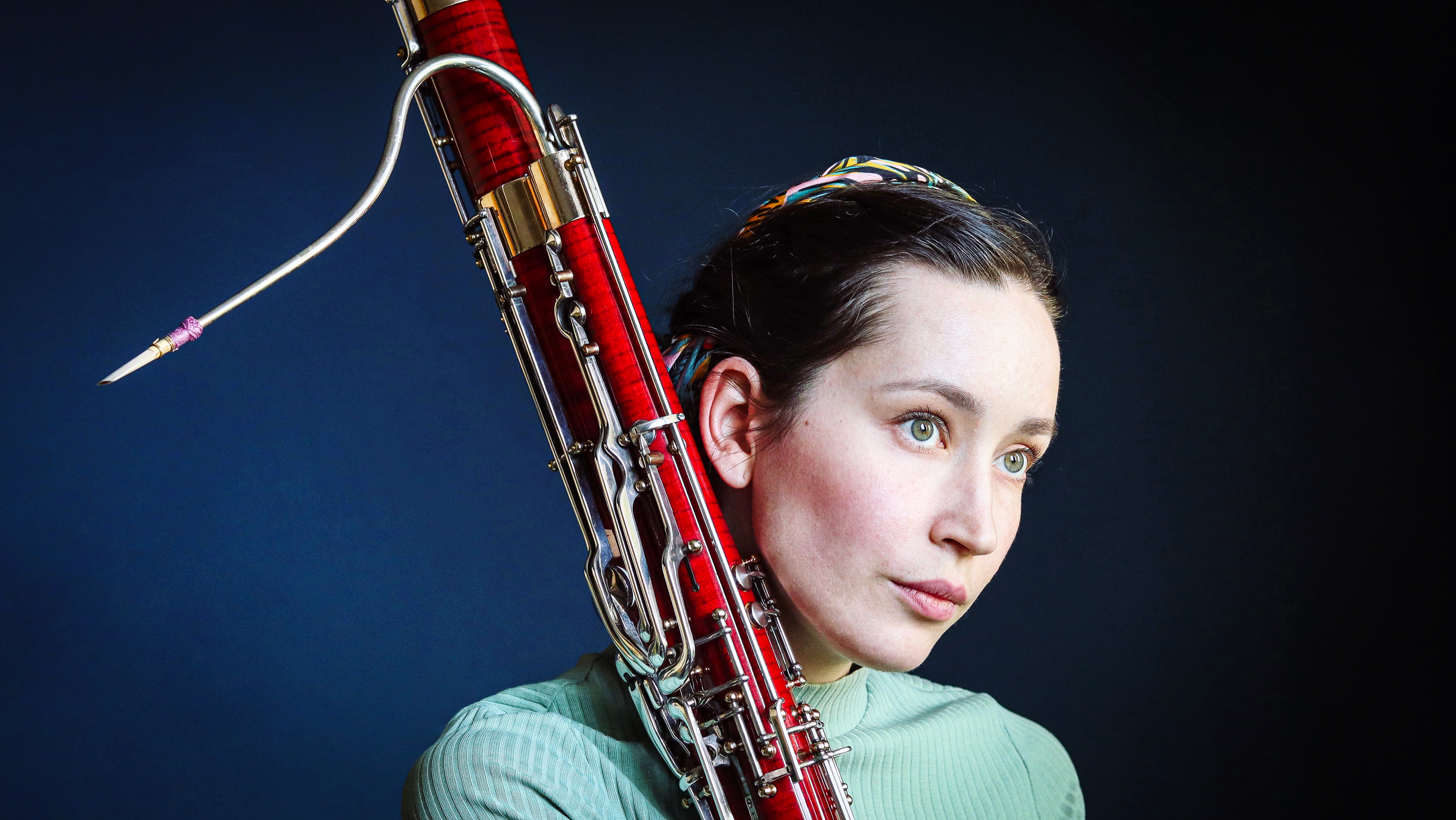
Michaela Špačková (2021)

Michaela Špačková (geb. 1993 in Prag) ist eine in Berlin lebende tschechische Fagottistin.

## Leben und Wirken
Michaela Špačková begann im Alter von 8 Jahren Blockflöte und Klavier zu spielen, mit 12 Jahren wechselte sie zum Fagott und debütierte fünf Jahre später als Solistin mit der Prague Philharmonia. Es folgten Soloauftritte mit dem Radio-Sinfonieorchester ORF Wien, dem Münchener Kammerorchester und der Tschechischen Philharmonie. Sie hat mehr als 20 Preise bei Wettbewerben gewonnen, darunter beim Internationalen Musikwettbewerb der ARD und dem Internationalen Wettbewerb des Prager Frühlings. Weltweit trat sie in Konzerthäusern auf, darunter der Berliner Philharmonie, der Elbphilharmonie, der Philharmonie de Paris und der Suntory Hall, wo sie beim Suntory Hall Festival gemeinsam mit Radek Baborák spielte. Als Solofagottistin war sie Teil des Konzerthausorchesters Berlin unter Christoph Eschenbach sowie der Akademie der Staatskapelle Berlin unter Daniel Barenboim. Weitere regelmäßige Engagements als Solofagottistin führten sie zu Orchestern und Ensembles wie der Deutschen Kammerphilharmonie Bremen, dem Hr-Sinfonieorchester, den Festival Strings Lucerne oder dem Ensemble Resonanz, wo sie u. a. mit Künstlern wie Paavo Järvi, Simon Rattle, Zubin Mehta, Matthias Pintscher oder Leila Josefowicz arbeitete.
Ihr Studium an der Hochschule für Musik Hanns Eisler Berlin bei Volker Tessmann, sowie am Conservatoire National Supérieur de Musique et de Danse de Paris (CNSMDP) bei Laurent Lefèvre prägten ihre musikalische Entwicklung. Neben ihrer Laufbahn als Solistin und Orchestermusikerin engagiert sie sich auch als Pädagogin. Sie hat Meisterklassen in Tschechien, Deutschland, der Slowakei, Rumänien und Japan gegeben und unterrichtet an der Hochschule für Musik und Tanz Köln.
Michaela Špačková ist gleichermaßen in der klassischen und zeitgenössischen Musik zu Hause und liebt es, mit verschiedenen Stilen, Techniken und multidisziplinären Projekten zu experimentieren. Im Juni 2022 spielte sie die Uraufführung von Matthieu Stefanellis Werk für Solofagott, Streicher und Klavier “Gaïa – The Cry of the Earth” beim Festival Nouveaux Horizons von Renaud Capuçon, das auf Arte Concert übertragen wurde.
Neben ihrer musikalischen Tätigkeit setzt sich Špačková aktiv für interkulturelle Aktivitäten, Bildungsprojekte und Umweltfragen ein. Aktuell (Stand 30. November 2024) bereitet sie das John Williams Project – Concerto The Five Sacred Trees sowie eine audiovisuelle Dokumentation über die Kommunikation der Bäume vor und arbeitet an ihrem Debütalbum.

## Preise
- startup!music-Preis 2022[6]
- Deutschlandstipendium und DAAD Preis der Hochschule für Musik Hanns Eisler[7]
- ARD Freundeskreis-Preis[8]
- Deutscher Musikwettbewerb - Stipendiatin 2022[9]